# Jurassic Park III
Jurassic Park III är en amerikansk långfilm som hade biopremiär i USA den 18 juli 2001, i regi av Joe Johnston, med Sam Neill, William H. Macy, Téa Leoni och Alessandro Nivola i rollerna.

## Handling
Paleontologen Dr. Alan Grant (Sam Neill) går med på att följa med den rike äventyraren Paul Kirby (William H. Macy) och dennes hustru Amanda Kirby (Téa Leoni) på en flygtur runt Isla Sorna, InGens tidigare avelspark för förhistoriska djur. Alan tror att Paul tar med honom till ön för att guida honom men så är inte fallet. När piloterna i flygplanet vill landa försöker Alan tvinga dem att inte göra det. En av passagerarna, Cooper, slår ner honom så att han svimmar. När han vaknar har planet landat. Några av passagerarna är elitsoldater som bär vapen och går in i djungeln efter något som Alan inte vet vad det är. Av en slump krockar planet med en Spinosaurus som äter upp Cooper och sedan jagar efter passagerarna. När alla har lyckats fly från odjuret börjar Alan bli arg på Paul och frågar honom vad de är ute efter. Paul säger att de är ute efter hans son, som glidflög efter en båt utanför ön och landade med en annan person. De måste kämpa från att överleva från bland annat Velociraptorer som är ute efter något en av Alans "vänner" har tagit ifrån deras bo. Alan märker också att djuren har blivit smartare än vad han någonsin kunde tro.

## Om filmen
- Filmen är regisserad av Joe Johnston.
- Spinosaurusen är den största roboten man har byggt hittills. Den vägde 12 ton och framfördes med hjälp av hydraulik.[2] Detta gjorde det möjligt att arbeta med den samtidigt som den var helt nedsänkt i vatten.
- Stan Winston gjorde specialeffekterna.
- Filmen hade Sverigepremiär den 24 augusti 2001.[3]

## Dinosaurier
- Tyrannosaurus
- Spinosaurus
- Brachiosaurus
- Ceratosaurus
- Ankylosaurus
- Corythosaurus
- Compsognathus
- Parasaurolophus
- Stegosaurus
- Triceratops
- Velociraptor
- Pteranodon

## Rollista
| Sam Neill               | – Dr. Alan Grant    |
| William H. Macy         | – Paul Kirby        |
| Téa Leoni               | – Amanda Kirby      |
| Alessandro Nivola       | – Billy Brennan     |
| Trevor Morgan           | – Erik Kirby        |
| Michael Jeter           | – Mr. Udesky        |
| John Diehl              | – Cooper            |
| Bruce A. Young          | – M.B. Nash         |
| Laura Dern              | – Dr. Ellie Sattler |
| Taylor Nichols          | – Mark Degler       |
| Mark Harelik            | – Ben Hildebrand    |
| Julio Oscar Mechoso     | – Enrique Cardoso   |
| Blake Michael Bryan     | – Charlie           |
| Sarah Danielle Madison* | – Cheryl Logan      |
| Linda Park              | – Hannah            |

- Fotnot: Sarah Danielle Madison omnämns ibland som Sarah Danielle Goldberg.

### Fotnoter
1. ↑  ”Jurassic Park III” (på engelska). Box Office Mojo. 18 juli 2001. http://www.boxofficemojo.com/movies/?id=jurassicpark3.htm. Läst 20 september 2016.
2. ↑  Trivia, imdb. Läst den 22 december 2019.
3. ↑  ”Jurassic Park III”. Svensk filmdatabas. 24 augusti 2001. http://www.sfi.se/sv/svensk-filmdatabas/Item/?itemid=46387&type=MOVIE&iv=Basic. Läst 20 september 2016.